# Suicidal black metal
Suicidal of depressive black metal is een vorm van black metal die gekenmerkt wordt door lange nummers, herhalende riffs, vaak een opzettelijk slechte kwaliteit en teksten over depressie, negativiteit, zelfmoord, dood, nihilisme, misantropie, haat, melancholie en lijden. Ook de zogenaamde streaming guitars (een langgerekt geluid, maar met verschillende toonhoogtes) wordt gezien als een belangrijk kenmerk omdat het de monotonie en het deprimerende van de muziek bevordert.
De zang is net als bij black metal hoog, maar klinkt vaak weemoediger en kan variëren van 'standaard black metal' vocals tot kreten van pijn en wanhoop.
Tegenwoordig neemt het genre in populariteit af, wat voornamelijk geweten wordt aan de opkomst van allerhande kleine bandjes; vooral in de Verenigde Staten.

## Oorsprong
Het genre wordt vaak gezien als een afsplitsing van doommetal, een genre min of meer gevormd door de grondlegger van metal, Black Sabbath. Hierbij wordt vaak de link gelegd met bands als Abyssic Hate en Forgotten Woods, die een combinatie van doommetal en black metal speelden. Een belangrijkere bron echter is het album Filosofem van het beroemde Noorse blackmetalproject Burzum. Hoewel het album zelf tot black metal behoort, bleek het een grote inspiratie te zijn voor latere suicidal of depressive blackmetalbands.
Het album bevatte zes nummers waarvan de eerste 4 nummers onder black metal vielen, het 5e nummer onder de noemer dark ambient en het 6e nummer was een instrumentale versie van track 4.
De blackmetalnummers hadden opzettelijk een slechte kwaliteit welke sterk bijdroegen aan de sfeer. Daarnaast waren de vocals opgenomen via een microfoon van een koptelefoon. Daarbij waren de nummers lang en monotoon (een handelsmerk van Burzum). Het Dark Ambient nummer was sterk nihilistisch en duurde 25 minuten terwijl er weinig variatie aanwezig was.
Deze combinatie van dark ambient, monotonie en lage kwaliteit zorgde voor een uniek en goed ontvangen album, en lag aan de basis van veel suicidal of depressive blackmetalbands. Ook het album "Hvis Lyset Tar Oss" van Burzum wordt vaak als inspiratie genoemd, zeker het eerste nummer, "Det Som Engang Var".

## Opkomst
De echte opkomst is onbekend maar het beginjaar wordt meestal geschat rond 1996 - 1998 met bands als Wigrid, Nortt, Xasthur en Leviathan (US). De term "Suicidal Black Metal" werd nog weinig gebruikt, maar daar kwam verandering in rond 2002 - 2004, met de opkomst van bands als Trist (Cze) en het eerste album van Xasthur (dat in de jaren ervoor enkel wat demo's en splitalbums uitbracht). De duidelijke invloed van doommetal verdween, percussie werd opzettelijk simpel gehouden en vaak naar de achtergrond geduwd, de keyboards werden naar de voorgrond gehaald of verdwenen geheel en zorgden samen met de uitgerekte gitaarpartijen voor een depressieve sfeer.
Suicidal black metal kende in Amerika zijn hoogtepunt rond 2003 toen ook het tweede album van Xasthur, The Funeral of Being, en Leviathan's "The Tenth Sub Level of Suicide" uitkwam. Diverse bands werden gevormd, waaronder Draugar en Nachtmystium.
In Europa kwam het genre wat later op (ook al was Trist al sinds 2002 actief), met bands als Sterbend, Silencer, Shining, Nyktalgia, Make a Change... Kill Yourself, ColdWorld, Brocken Moon en Acedi.
In Europa werden zeker "Trist" en "Kim" grote namen in dit subgenre. Trist had naast zijn hoofdproject nog het zijproject "Funeral of my Soul" en samen met Kim richtte hij het project "Life is Pain" op. Kim speelde daarnaast in bands als Hypothermia, Kyla en Lifelover.
Rond dezelfde tijd was het genre ook sterk in opmars in Canada, waarbij bands een stijl hanteerde welke een samenvoeging was van de (toch enigszins verschillende) Europese en Amerikaanse stijl. Voorbeelden zijn Gris (voorheen Niflheim) en Suicidal Despair.

## Ondergang?
Rond 2006 - 2007 nam de trend van "suicidal black metal" geleidelijk aan af, ondanks nieuwe veelbelovende projecten (Wehmut, Impavida), hetgeen voornamelijk kwam door de sterk overeenkomstige stijl van de bands waarin weinig variatie mogelijk was. Daarnaast werden oudere bands als Xasthur bekritiseerd voor het 'te veel herhalen van oud werk', werd Leviathans activiteit onbekend en Trist stopte in 2007 met het opnemen van albums (maar bracht nog wel een aantal splitalbums uit).
Een ander probleem was dat er een te groot aandeel aan bands was waardoor het merendeel verzonk in de grijze middenmoot en vaak niet verder kwam dan één album of enkele demo's waardoor potentiële kwaliteitsprojecten vaak niet opvielen, zeker omdat veel bands hun releases strikt limiteerden.